# Ranunculus grandis
Ranunculus grandis là một loài thực vật có hoa trong họ Mao lương. Loài này được Honda miêu tả khoa học đầu tiên năm 1929.